# 스페인의 우편번호

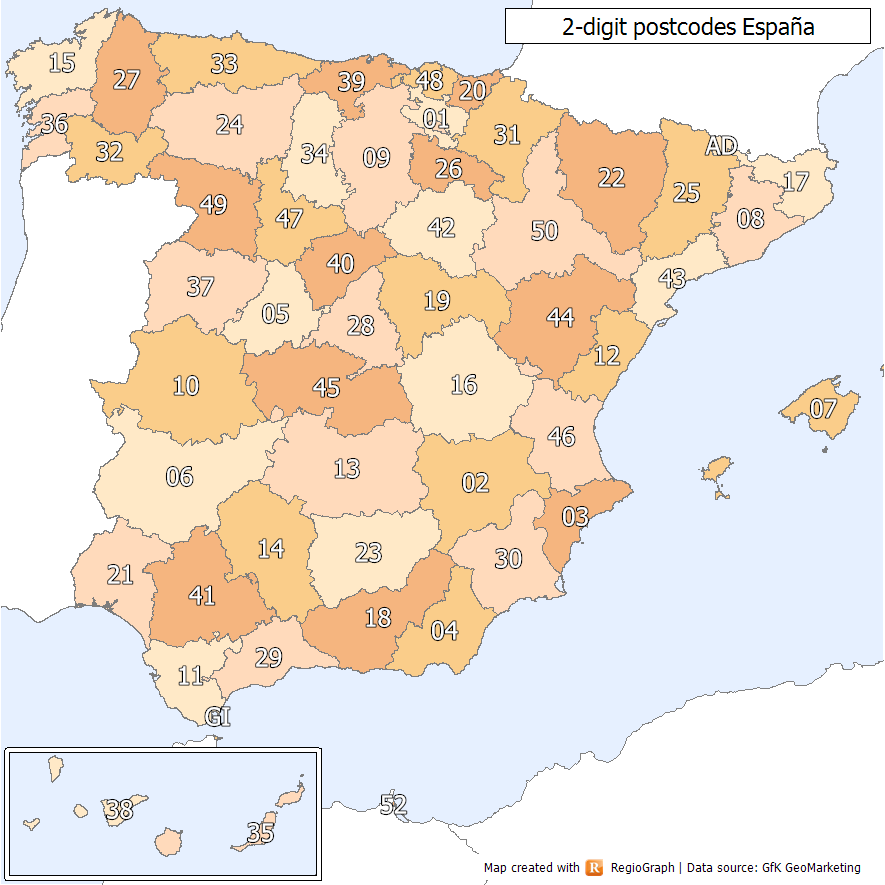
스페인의 두 자리 우편번호 영역

스페인의 우편 번호는 1984년 7월 1일 스페인 우체국이 자동 우편분류 체제 도입과 함께 처음으로 만들어졌다. 다섯자리의 숫자로 구성되며, 처음 두 숫자는 각 스페인의 지방과 북아프리카 연안의 스페인령 자치도시마다 붙여진 01에서 52까지의 숫자로 되어 있다.

## 지역별 우편번호
스페인 우편번호의 처음 두 자리는 해당 지역이 속한 광역자치주나 자치시를 나타낸다. 번호는 1984년 첫 도입 당시 알파벳순으로 스페인 50개 도에 할당되었다.
일부 광역자치주에서는 공식 이름을 해당 지역어로 바꾸거나 (예: 스페인어 Guipúzcoa에서 바스크어 Gipuzkoa로 바꾼 바스크주), 해당 광역자치주의 주도 대신 지방 명칭을 채택하는 사례 (예: 산탄데르 - 칸타브리아)가 발생했다. 이러한 경우 알파벳순에서 벗어나더라도 원래 할당된 코드가 유지되고 있다.
북아프리카 연안의 스페인령 자치시인 세우타와 멜리야는 원래 각각 카디스 (Cádiz)와 말라가 (Málaga)에 각각 묶였다. 1995년 고유의 우편지역번호를 할당받았고, 순서는 알파벳순과 관계없이 맨 뒷순서로 기재되었다.
다음은 50개 도와 2개 자치시를 비롯한 총 52개의 지역별 우편번호의 목록이다. 괄호 안에 포함된 이름은 1984년 도입 당시 알파벳순 정렬에 사용된 지역명으로, 현재 쓰이는 이름과는 다르다.
- 01 아라바 Álava
- 02 알바세테 Albacete
- 03 알리칸테 Alicante
- 04 알메리아 Almería
- 05 아빌라 Ávila
- 06 바다호스 Badajoz
- 07 발레아레스 제도 Illes Balears (Baleares)
- 08 바르셀로나 Barcelona
- 09 부르고스 Burgos
- 10 카세레스 Cáceres
- 11 카디스 Cádiz
- 12 카스테욘 Castellón
- 13 시우다드레알 Ciudad Real
- 14 코르도바 Córdoba
- 15 아코루냐 A Coruña (Coruña, La)
- 16 쿠엥카 Cuenca
- 17 지로나 Girona (Gerona)
- 18 그라나다 Granada
- 19 과달라하라 Guadalajara
- 20 기푸스코아 Gipuzkoa (Guipúzcoa)
- 21 우엘바 Huelva
- 22 우에스카 Huesca
- 23 하엔 Jaén
- 24 레온 León
- 25 례이다 Lleida (Lérida)
- 26 라리오하 La Rioja (Logroño)
- 27 루고 Lugo
- 28 마드리드 Madrid
- 29 말라가 Málaga
- 30 무르시아 Murcia
- 31 나바라 Navarre (Navarra)
- 32 오우렌세 Ourense (Orense)
- 33 아스투리아스 Asturias (Oviedo)
- 34 팔렌시아 Palencia
- 35 라스팔마스 Las Palmas (Palmas, Las)
- 36 폰테베드라 Pontevedra
- 37 살라망카 Salamanca
- 38 산타크루스데테네리페 Santa Cruz de Tenerife
- 39 칸타브리아 Cantabria (Santander)
- 40 세고비아 Segovia
- 41 세비야 Seville (Sevilla)
- 42 소리아 Soria
- 43 타라고나 Tarragona
- 44 테루엘 Teruel
- 45 톨레도 Toledo
- 46 발렌시아 Valencia
- 47 바야돌리드 Valladolid
- 48 비스카이 Biscay (Vizcaya)
- 49 사모라 Zamora
- 50 사라고사 Zaragoza
- 51 세우타 Ceuta
- 52 멜리야 Melilla

## 나머지 번호
지역별 번호를 제외한 나머지 번호 중 세번째에 자리한 숫자는 주요 도시를 나타내거나, 해당 지역 내의 기본적인 우편망을 구분하는 데 사용된다. 해당 지방의 주도에는 숫자 0이 매겨진다. 예컨대 Gipuzkoa의 주도인 산세바스티안은 우편번호 200xx를 사용한다.
네번째와 다섯번째 숫자는 배송지역, 배송경로, 농촌 지역의 우편망을 식별하는 데 사용된다.
일부 우편번호는 해당 지방의 주도에 한하여 특별 용도로 비워놓기도 한다.
- 070: 스페인 우체국의 공식 우편번호
- 071: 해당 지역의 행정기관 우편번호
- 080: 우편함과 메일리스트